# Pristicerops laetepictus
Pristicerops laetepictus är en stekelart som först beskrevs av Costa 1863.  Pristicerops laetepictus ingår i släktet Pristicerops och familjen brokparasitsteklar. Inga underarter finns listade i Catalogue of Life.